# Liga Nordeste de Futebol Americano de 2017
A Liga Nordeste de Futebol Americano de 2017 foi um campeonato de futebol americano organizado pela Liga Nordestina de Futebol Americano (LINEFA) na Região Nordeste do Brasil. Esta edição corresponde também à Conferência Nordeste, uma das quatro conferências da Liga Nacional de 2017, divisão de acesso do Brasil Futebol Americano.
O Natal Scorpions conquista o título invicto ao derrotar o Maceió Marechais na final, garantido vaga no Brasil Futebol Americano de 2018.

## Fórmula de disputa
As dez equipes estavam divididas em dois grupos: Norte e Sul. Cada time realiza quatro jogos, sendo dois jogos em casa e dois jogos fora. As duas melhores equipes de cada grupo classificam-se às semifinais com o melhor classificado enfrentado o segundo colocado do outro grupo. Os dois vencedores disputam a final, garantindo ao campeão uma vaga direta ao Brasil Futebol Americano de 2018 e o título da Liga Nordeste. Os mandos de campo são sempre dos melhores classificados.

## Equipes participantes
| Grupo Sul                                                                                | Grupo Norte                                                                                   |
| ---------------------------------------------------------------------------------------- | --------------------------------------------------------------------------------------------- |
| - Carrancas FA - Caruaru Wolves - Maceió Marechais - Recife Apaches - Sergipe Redentores | - Arcoverde Templários - Olinda Sharks - Natal Scorpions - Roma Gladiadores - São Luís Sharks |

## Classificação da Temporada Regular
Classificados para os Playoffs estão marcados em verde.
Grupo Sul
| Pos | Times              | V | E | D | PCT  | PF | PS | SP  |
| --- | ------------------ | - | - | - | ---- | -- | -- | --- |
| 1   | Maceió Marechais   | 3 | 0 | 1 | .750 | 64 | 23 | 41  |
| 2   | Sergipe Redentores | 3 | 0 | 1 | .750 | 52 | 52 | 0   |
| 3   | Caruaru Wolves     | 2 | 0 | 2 | .500 | 75 | 50 | 25  |
| 4   | Recife Apaches     | 1 | 0 | 3 | .250 | 34 | 76 | -42 |
| 5   | Carrancas FA       | 1 | 0 | 3 | .250 | 38 | 62 | -24 |

Grupo Norte
| Pos | Times                | V | E | D | PCT   | PF | PS | SP  |
| --- | -------------------- | - | - | - | ----- | -- | -- | --- |
| 1   | Natal Scorpions      | 4 | 0 | 0 | 1.000 | 69 | 24 | 45  |
| 2   | Arcoverde Templários | 3 | 0 | 1 | .750  | 53 | 41 | 12  |
| 3   | São Luís Sharks      | 2 | 0 | 2 | .500  | 70 | 51 | 19  |
| 4   | Olinda Sharks        | 1 | 0 | 3 | .250  | 58 | 97 | -39 |
| 5   | Roma Gladiadores     | 0 | 0 | 4 | .000  | 31 | 68 | -37 |

### Resultados
Primeira Rodada
| 8 de julho 14:00 UTC -3 | Relatório | Olinda Sharks | 22–06 | Roma Gladiadores |  | Estádio Grito da República, Olinda-PE |  |

| 8 de julho 16:00 UTC -3 | Relatório | Arcoverde Templários | 08–06 | São Luís Sharks |  | Estádio Áureo Bradley, Arcoverde-PE |  |

| 9 de julho 16:00 UTC -3 | Relatório | Caruaru Wolves | 26–00 | Recife Apaches |  | Estádio Vera Cruz, Caruaru-PE |  |

| 16 de julho 15:00 UTC -3 | Relatório | Sergipe Redentores | 20–14 | Carrancas FA |  | Complexo Esportivo do SESI, Aracaju-SE |  |

Segunda Rodada
| 29 de julho 14:00 UTC -3 | Relatório | Recife Apaches | 14–16 | Sergipe Redentores |  | Estádio Grito da República, Olinda-PE |  |

| 29 de julho 17:00 UTC -3 | Relatório | Carrancas FA | 03–00 | Maceió Marechais |  | Estádio Paulo Coelho, Petrolina-PE |  |

| 30 de julho 9:30 UTC -3 | Relatório | São Luís Sharks | 40–16 | Olinda Sharks |  | Antiga Associação da Alumar, São Luís-MA |  |

| 30 de julho 14:00 UTC -3 | Relatório | Roma Gladiadores | 06–14 | Natal Scorpions |  | Estádio do Bom Jardim, Fortaleza-CE |  |

Terceira Rodada
| 26 de agosto 15:00 UTC -3 | Relatório | Roma Gladiadores | 13–18 | São Luís Sharks |  | Estádio Clenilsão, Horizonte-CE |  |

| 27 de agosto 15:00 UTC -3 |  | Natal Scorpions | 15–06 | Arcoverde Templários |  | Arena das Dunas, Natal-RN |  |

| 27 de agosto 15:00 UTC -3 |  | Maceió Marechais | 17–00 | Sergipe Redentores |  | Vila Olímpica Albano Franco, Maceió-AL |  |

| 27 de agosto 15:00 UTC -3 | Relatório | Caruaru Wolves | 22–07 | Carrancas FA |  | Estádio Vera Cruz, Caruaru-PE |  |

Quarta Rodada
| 16 de setembro 18:00 UTC -3 |  | Carrancas FA | 14–20 | Recife Apaches |  | Estádio Paulo Coelho, Petrolina-PE |  |

| 17 de setembro 15:00 UTC -3 |  | Maceió Marechais | 27–20 | Caruaru Wolves |  | Estádio Rei Pelé, Maceió-AL |  |

| 23 de setembro 14:00 UTC -3 | Relatório | Olinda Sharks | 06–26 | Natal Scorpions |  | Estádio Grito da República, Olinda-PE |  |

| 30 de setembro 16:00 UTC -3 | Relatório | Arcoverde Templários | 14–06 | Roma Gladiadores |  | Estádio Áureo Bradley, Arcoverde-PE |  |

Quinta Rodada
| 15 de outubro 15:00 UTC -3 |  | Natal Scorpions | 14–06 | São Luís Sharks |  | Arena das Dunas, Natal-RN |  |

| 15 de outubro 15:00 UTC -3 | Relatório | Sergipe Redentores | 16–07 | Caruaru Wolves |  | Complexo Esportivo do SESI, Aracaju-SE |  |

| 21 de outubro 14:00 UTC -3 |  | Recife Apaches | 00–20 | Maceió Marechais |  | Estádio Gileno de Carli, Cabo de Santo Agostinho-PE |  |

| 21 de outubro 16:00 UTC -3 |  | Arcoverde Templários | 25–14 | Olinda Sharks |  | Estádio Áureo Bradley, Arcoverde-PE |  |

## Playoffs
Em itálico, os times que possuem o mando de campo e em negrito os times classificados.
|  | Semifinais | Semifinais           | Semifinais      |    |  | Final            | Final | Final |
|  |            |                      |                 |    |  |                  |       |       |
|  | S1         | Maceió Marechais     | 36              |    |  |                  |       |       |
|  | N2         | Arcoverde Templários | 13              |    |  |                  |       |       |
|  |            |                      |                 |    |  | Maceió Marechais | 27    |       |
|  |            |                      | Natal Scorpions | 35 |  |                  |       |       |
|  | N1         | Natal Scorpions      | 29              |    |  |                  |       |       |
|  | S2         | Sergipe Redentores   | 26              |    |  |                  |       |       |

### Semifinais
| 19 de novembro 14:00 UTC -3 |  | Maceió Marechais | 36–13 | Arcoverde Templários |  | Estádio Rei Pelé, Maceió-AL |  |

| 19 de novembro 14:00 UTC -3 |  | Natal Scorpions | 29–26 | Sergipe Redentores |  | SESI de Natal, Natal-RN |  |

### Final
| 17 de dezembro 15:00 UTC -3 | Relatório | Natal Scorpions | 35–27 | Maceió Marechais |  | SESI de Natal, Natal-RN |  |

## Premiação
| Liga Nordeste                       |
| Rio Grande do Norte                 |
| ----------------------------------- |
| Natal Scorpions Campeão (1º título) |